# Ford Transit Custom
Ford Transit Custom – samochód osobowo-dostawczy klasy średniej produkowany pod amerykańską marką Ford od 2012 roku. Od 2023 roku produkowana jest druga generacja modelu.

## Pierwsza generacja

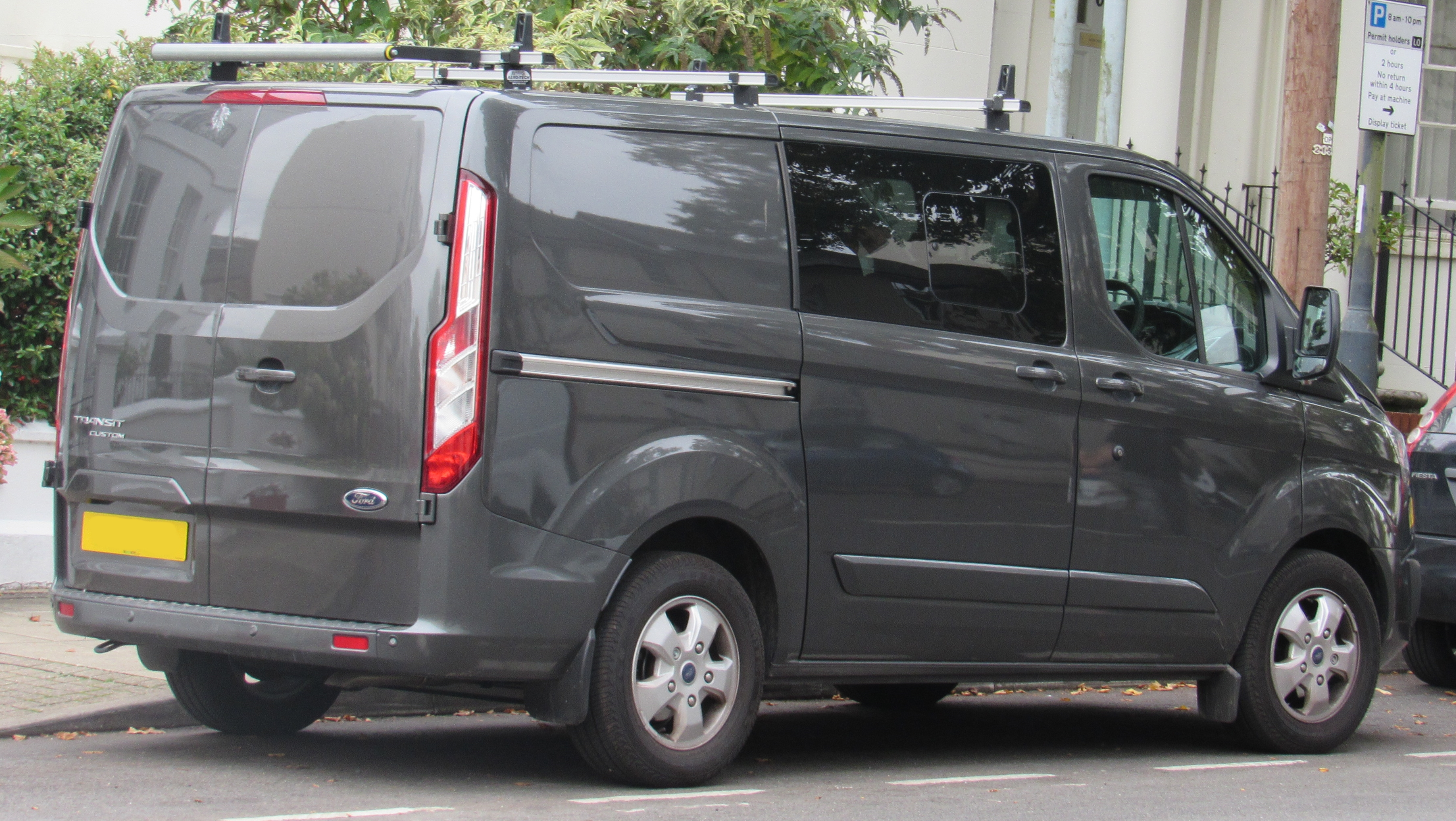
Ford Transit Custom I - tył

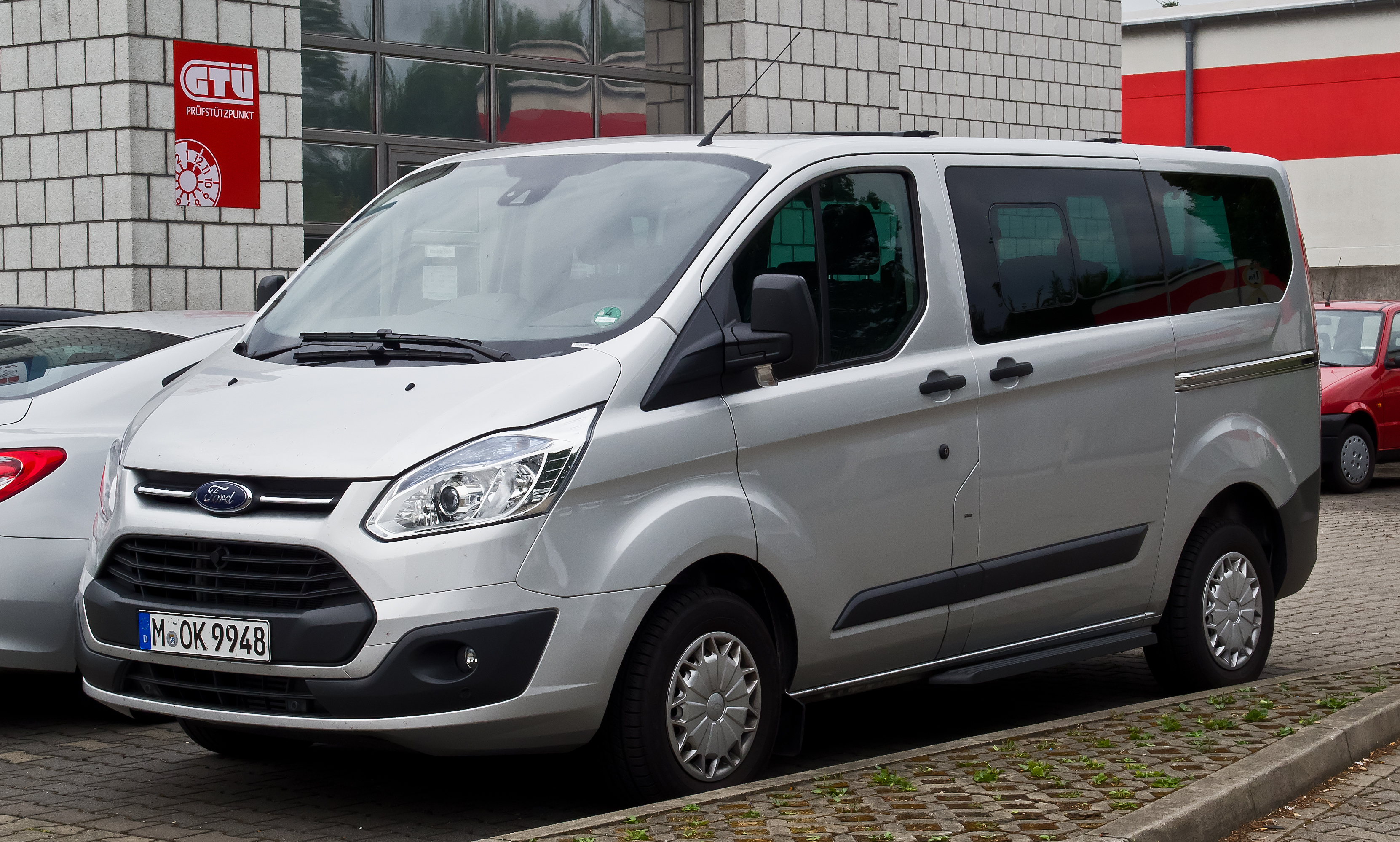
Ford Tourneo Custom I

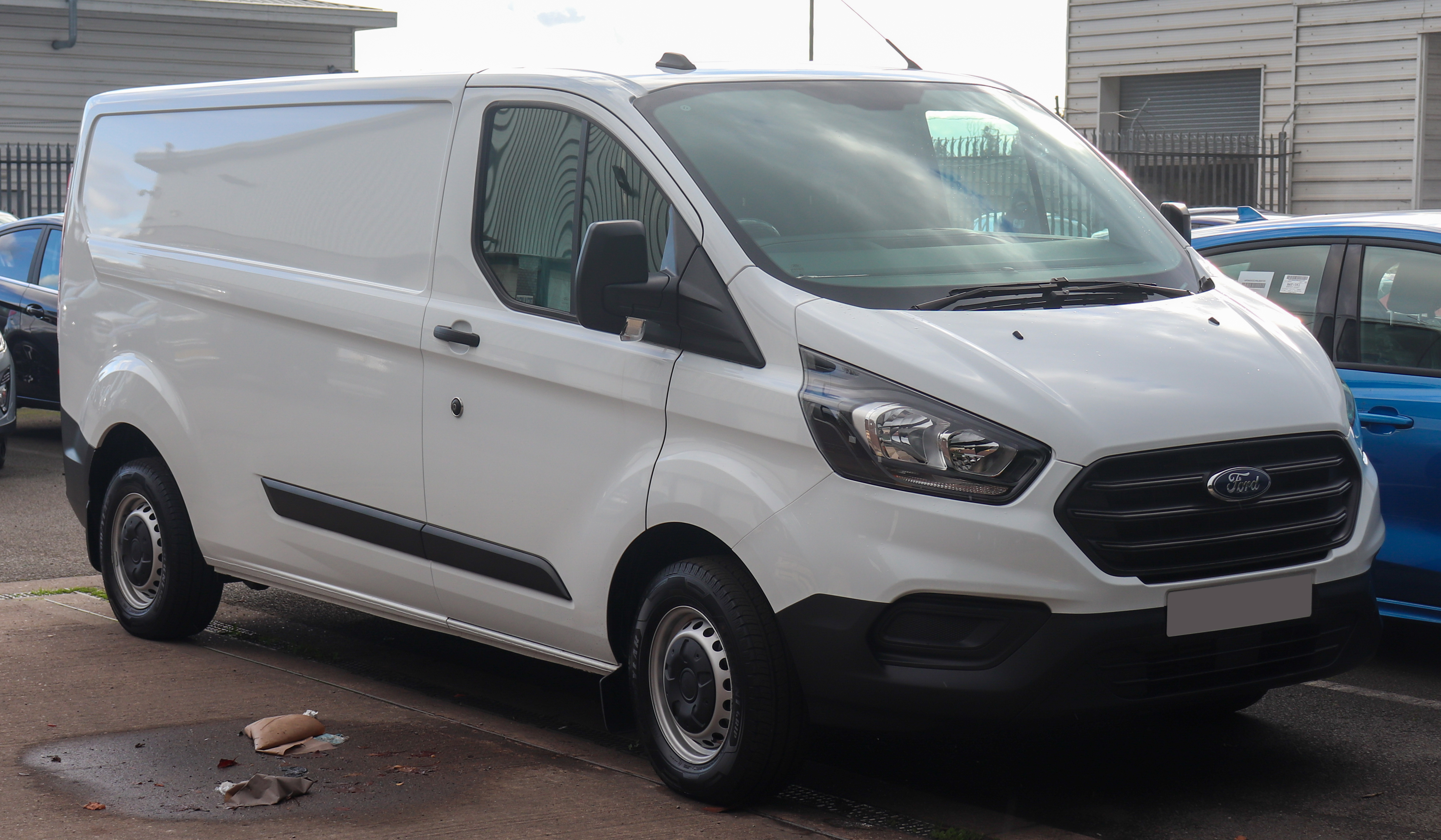
Ford Transit Custom I po liftingu

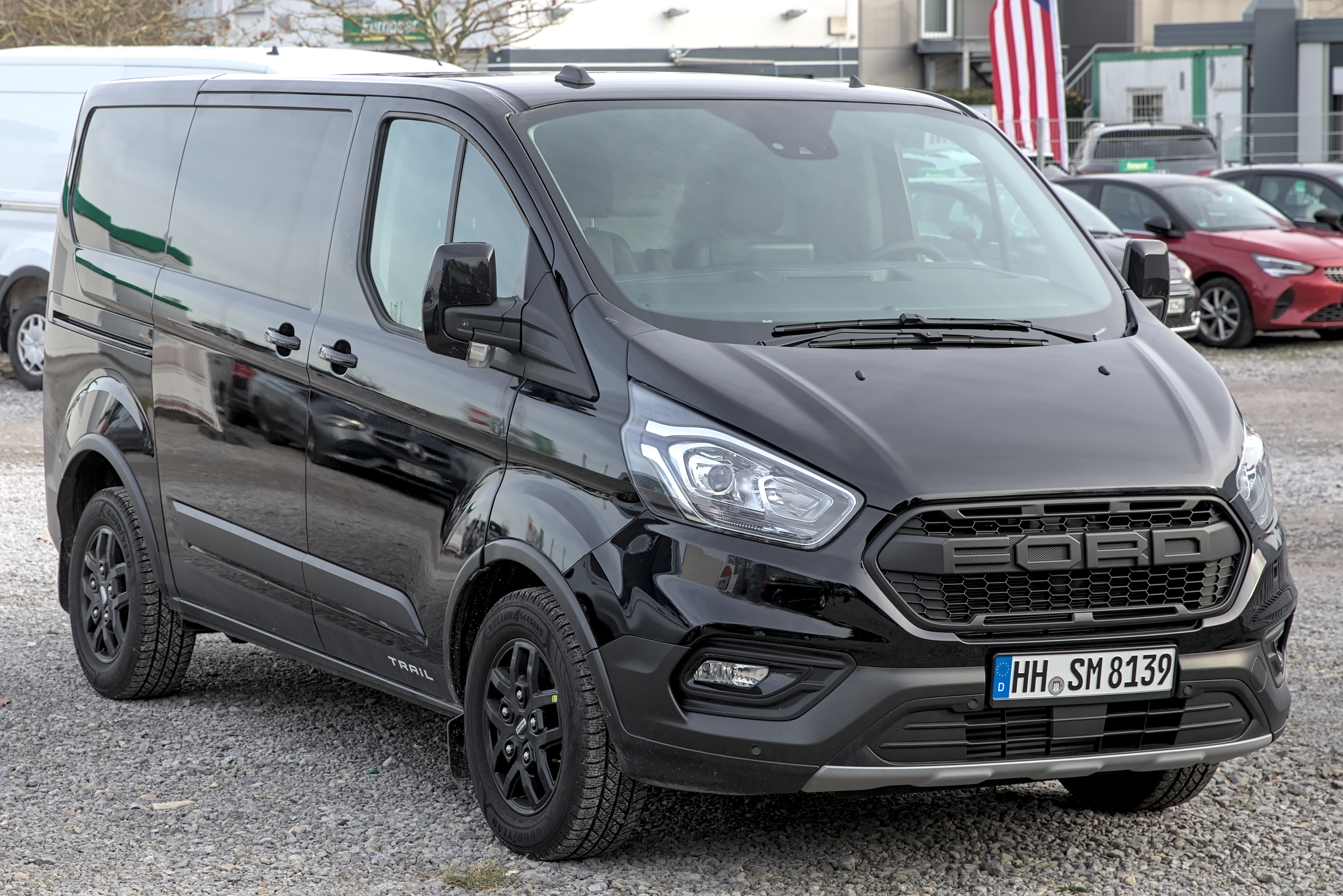
Ford Transit Custom I Trail

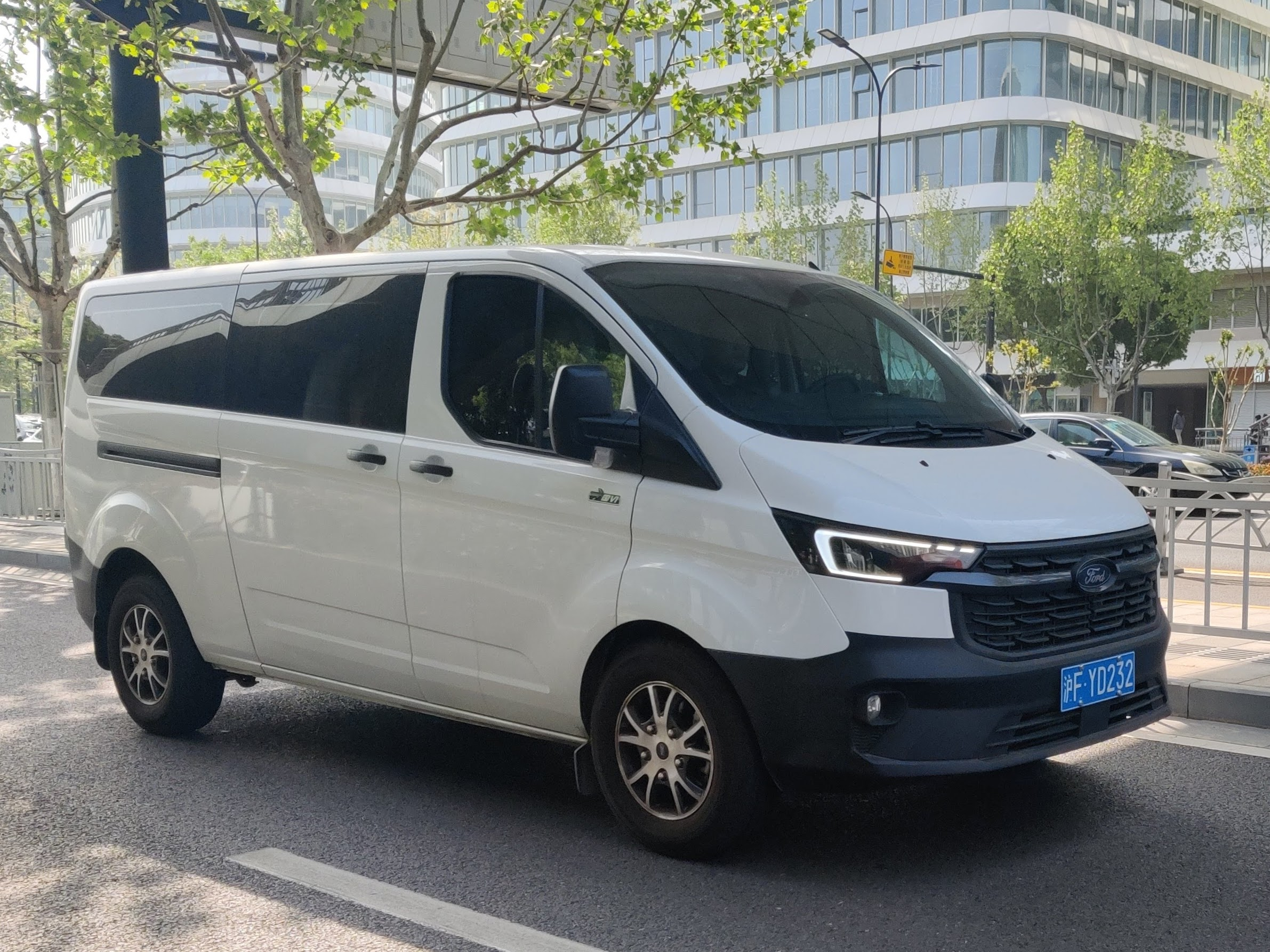
chiński Ford Transit Custom I po drugim liftingu

Ford Transit Custom I został zaprezentowany po raz pierwszy w 2012 roku.
Nowy dostawczo-osobowy model Forda, będący de facto kontynuacją koncepcji znanej z piątej generacji Forda Transita, został po raz pierwszy zaprezentowany podczas salonu samochodowego w Genewie w 2012 roku w formie przedprodukcyjnej. Pod kątem wizualnym samochód utrzymano zgodnie z językiem stylistycznym Kinetic Design, wyróżniając się awangardową stylizacją bogatą w liczne ostre kanty i przetłoczenia. Charakterystycznym elementem stał się duży, sześciokątny wlot powietrza z przodu, a także zadarta ku górze linia okien. Maksymalnie w aucie może zmieścić się 6 osób - trzy w pierwszym i trzy w drugim rzędzie.
Auto można skonfigurować tak, by było wyposażone w systemy bezpieczeństwa, jak m.in. SYNC (wezwanie pomocy w nagłych wypadkach), system wspomagający ruszanie na wzniesieniach, system ostrzegający przed niezamierzoną zmianą pasa ruchu, system monitorowania koncentracji kierowcy, ostrzeżenie kierowcy jadącego z tyłu o ostrym hamowaniu, EBA (system wspomagania awaryjnego hamowania). Sprzedaż zarówno wersji dostawczej, jak i osobowej ruszyła oficjalnie w czerwcu 2013 roku.
W pierwszych latach produkcji Ford montował do Transita i Tourneo Custom jednostki wysokoprężne konstrukcji francuskiego koncernu PSA. W 2016 roku zastąpiono je nowej generacji silnikami wysokoprężnymi własnej konstrukcji Forda.

### Tourneo Custom
Razem z odmianą dostawczą, ofertę uzupełnił także wariant osobowy o nazwie Ford Tourneo Custom, który zadebiutował w pierwszej kolejności. Samochód wyróżnił się przeszkloną kabiną pasażerską, a także obszernym zakresem konfiguracji jej wnętrza obejmującym dwa lub więcej rzędów siedzeń. Klapa bagażnika może przyjąć postać skrzydłową lub jednoczęściową, podnoszoną.

### Custom PHEV
W kwietniu 2019 roku przedstawiono spalinowo-elektryczny wariant hybrydowy typu plug-in, który okraszono skrótowcem PHEV. Wyróżnia się on zestawieniem 1-litrowego benzynowego silnika EcoBoost z jednostką elektryczną ładowaną z gniazdka. Oferuje ona zasięg do 50 kilometrów na samym prądzie. Klapka do gniazdka została umieszczona w charakterystycznym miejscu – w lewym rogu przedniego zderzaka. Sprzedaż tego wariantu rozpoczęła się jesienią 2019 roku.

### Restylizacje
W lipcu 2017 roku przedstawiono model po gruntownej, rozległej modernizacji. W jej ramach pojawił się zupełnie nowy wygląd pasa przedniego, na czele z większą i wyżej ulokowaną atrapą chłodnicy umieszczonym na środku logo producenta. Zmieniono też kształt reflektorów, a także zamontowano zupełnie nowy projekt deski rozdzielczej. Pojawił się inny układ nawiewów, ekran do sterowania systemem multimedialnym i nowe warianty wyposażenia.
W lutym 2023 pierwsza generacja Transita Custom przeszła drugą, tym razem ograniczoną już wyłącznie do rynku chińskiego restylizację, która wiązała się z pozostawieniem tego modelu w dalszej produkcji. Pas przedni został upodobniony do nowszych modeli Forda, z dużym sześciokątnym grillem z listwą LED, a także węższymi reflektorami. Przemodelowano także klosze tylnych lamp, a także zastosowano nowy projekt deski rozdzielczej z centralnym ekranem dotykowym systemu multimedialnego zintegrowanym z opcjonalnymi wirtualnymi zegarami w jednym panelu.

### Silniki
2012-2016:
- R4 2.2 Duratorq TDCI 100 KM
- R4 2.2 Duratorq TDCI 125 KM
- R4 2.2 Duratorq TDCI 155 KM

2016-2023:
- R4 2.0 TDCI 130 KM
- R4 2.0 TDCI 170KM

2018-2023:
- R4 2.0 TDCI 105KM
- R4 2.0 TDCI 130KM
- R4 2.0 TDCI 170KM

## Druga generacja

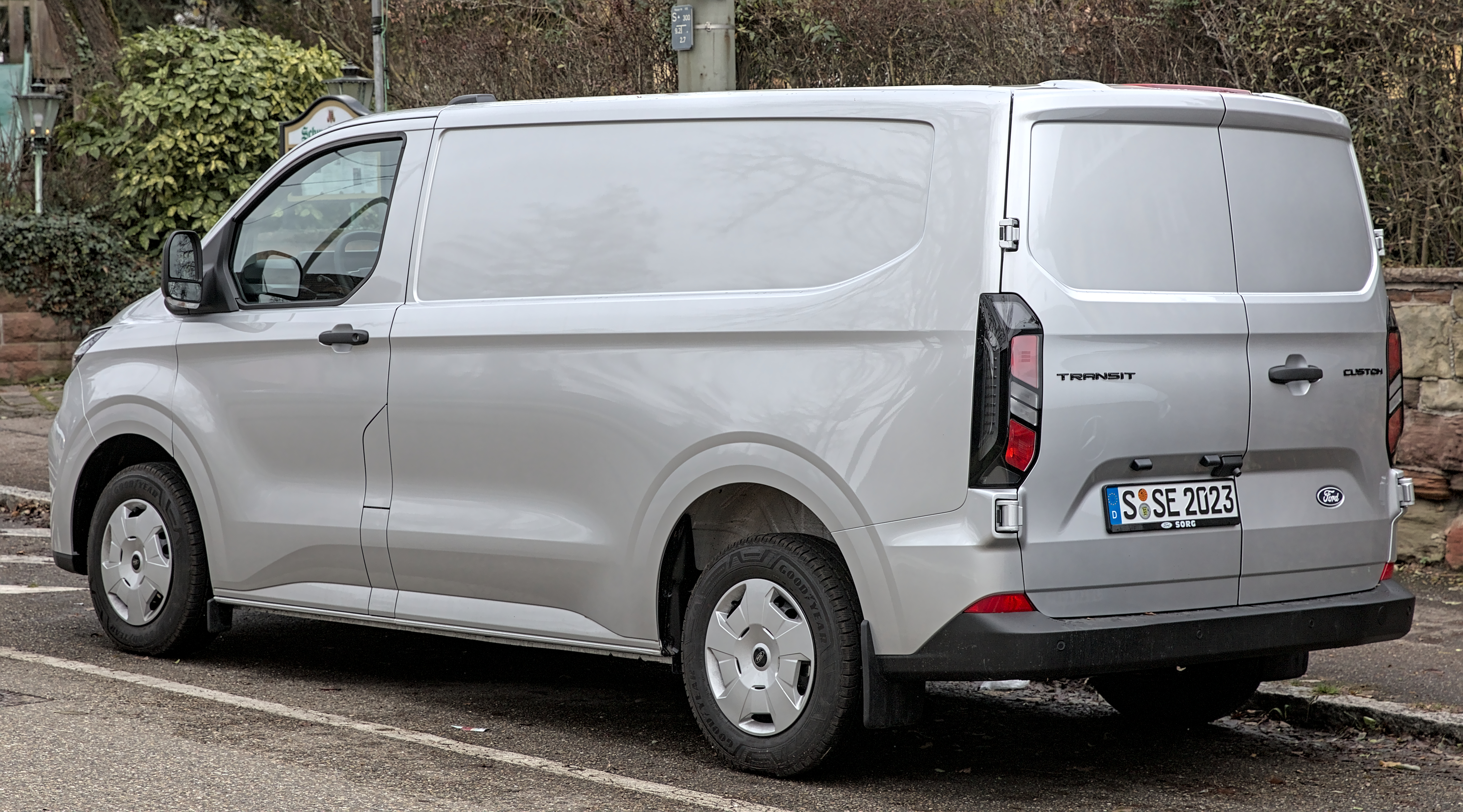
Ford Transit Custom II - tył

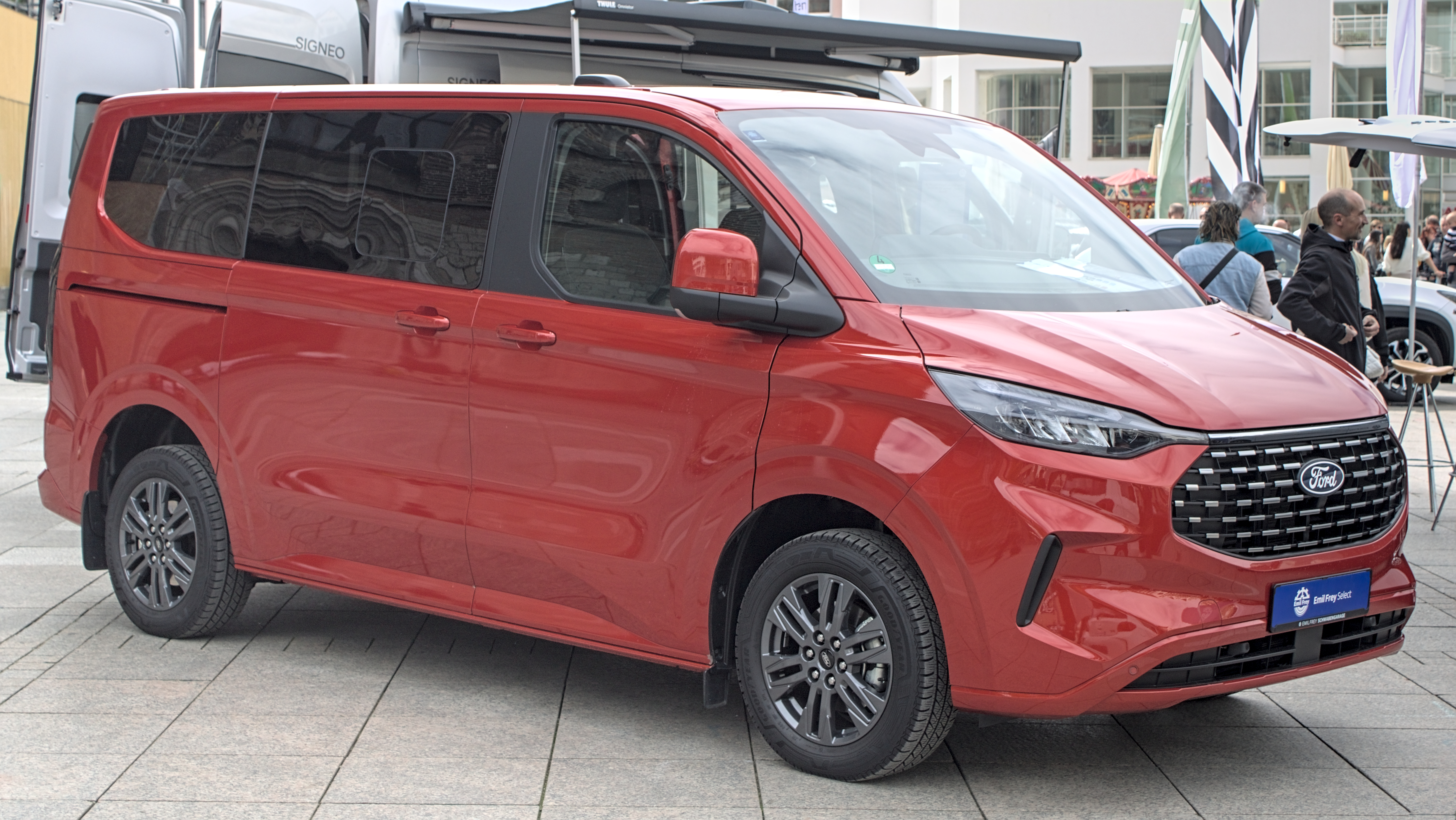
Ford Tourneo Custom II

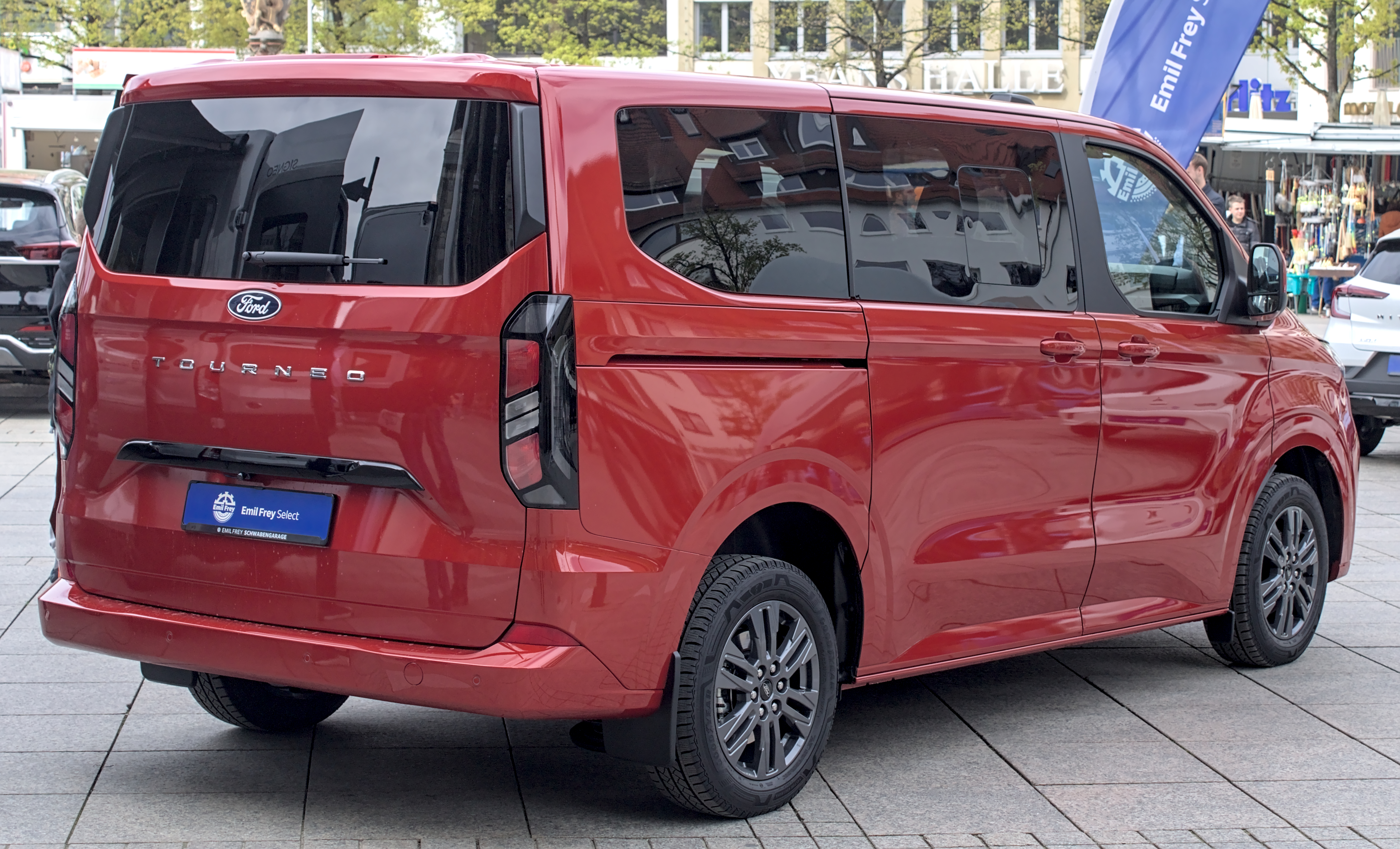
Ford Tourneo Custom II - tył

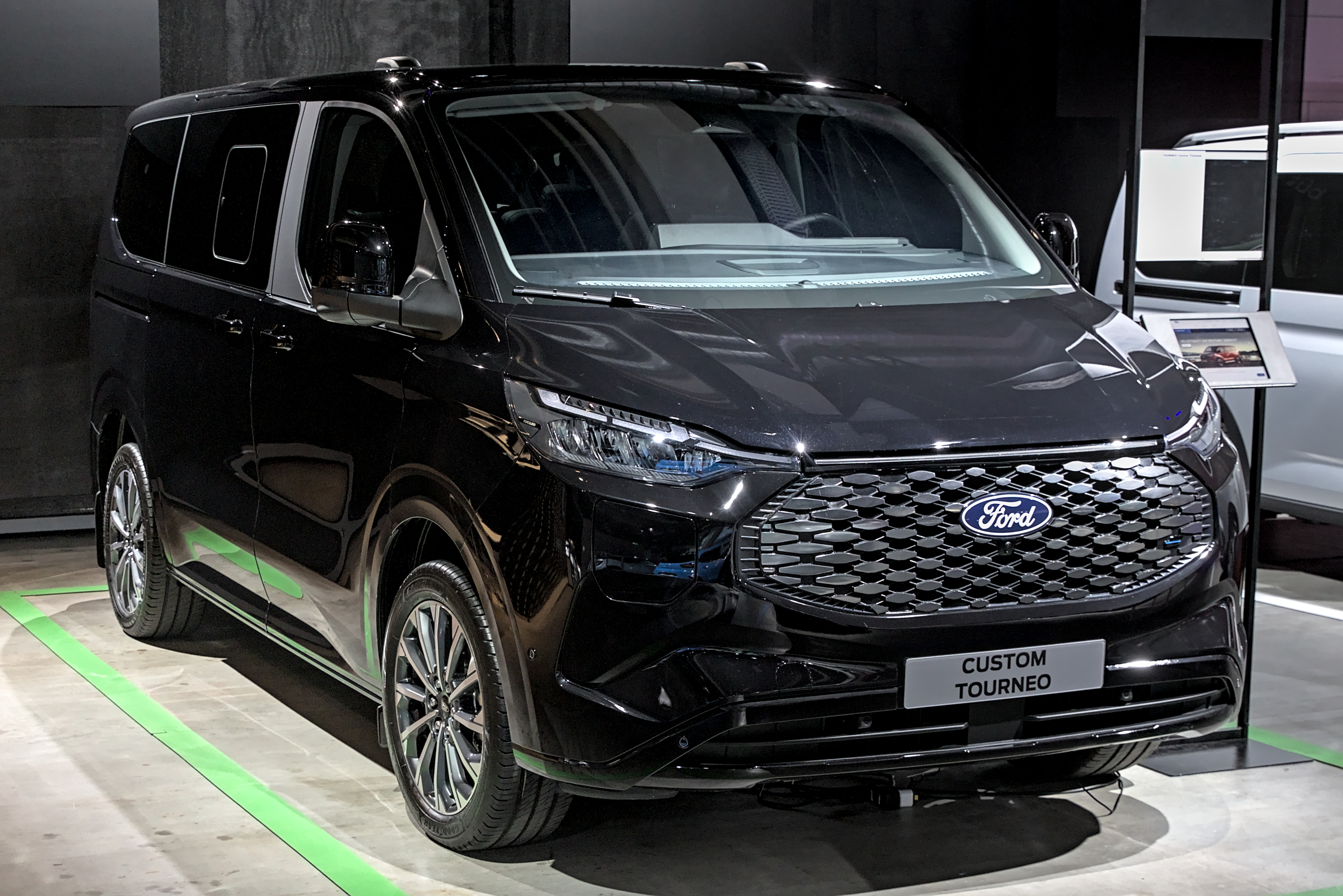
Ford e-Tourneo Custom II

Ford Transit Custom II został zaprezentowany po raz pierwszy w 2022 roku.
Dekadę po prezentacji modelu Transit/Tourneo Custom, Ford zaprezentował jego zupełnie nową generację, opracowaną tym razem we współpracy z Volkswagenem na mocy zawartego w czerwcu 2020 partnerstwa zakładającą wspólny rozwój m.in. samochodów użytkowych. Pomimo wykorzystania nowej platformy dostosowanej zarówno do napędów spalinowych, jak i elektrycznych, druga generacja Transita custom przeszła ewolucyjny zakres zmian wizualnych. Charakterystycznym elementem stał się sześciokątny grill, a także agresywnie zarysowane reflektory połączone paskiem z diod LED.
Podobnie jak w przypadku poprzednika, gama wariantów nadwoziowych została utworzona zarówno przez odmiany z niskim, jak i podwyższonym dachem oraz różnymi długościami rozstawu osi - w przypadku dostawczego Transita Custom. Ofertę wzbogaciło także osobowe Tourneo Custom o specyfice dostosowanej do transportu większej liczby pasażerów, uwzględniając także wariant typu kamper.
Projekt kabiny pasażerskiej utrzymany został w cyfrowo-minimalistycznym wzornictwie, z ekranem zamiast wskaźników oraz centralnym, standardowo 13-calowym dotykowym ekranem systemu multimedialnego zintegrowanym z panelem klimatyzacji. Nieregularnie ukształtowane koło kierownicy w formie zaokrąglonego sześciokąta umożliwia odchylenie wieńca o 180 stopni, tworząc z niego np. stolik.

### E-Transit/Tourneo Custom
Pierwszą odmianą z gamy drugiej generacji Transita Custom, która miała swój debiut, był pierwszy w historii średniej wielkości samochodów dostawczych firmy Ford E-Transit Custom. Samochód pod kątem wizualnym zyskał charakterystyczną zaślepkę zamiast wlotu powietrza, po której lewej stronie umieszczono gniazdo do ładowania. Układ napędowy przenosi moc na tylną oś, rozwijając moc 136 lub 218 KM i współpracując z baterią o pojemności 74 kWh, która pozwala przejechać do 380 kilometrów na jednym zasięgu.

### Sprzedaż
Pomimo prezentacji przeprowadzonej w maju 2022, Ford początek produkcji drugiej generacji Transita i Tourneo Custom w wariantach spalinowych i elektrycznym wyznaczył na drugą połowę 2023 roku. Dostawy pierwszych egzemplarzy miały ostatecznie miejsce w październiku 2023. Za miejsce produkcji, razem z bliźniaczą, kolejną generacją Volkswagena Transportera przedstawioną półtora roku później na początku 2024, obrano tureckie zakłady Ford Otosan w Kocaeli.

### Silniki
Wysokoprężne:
- R4 2.0l EcoBlue 109 KM
- R4 2.0l EcoBlue 134 KM
- R4 2.0l EcoBlue 148 KM
- R4 2.0l EcoBlue 168 KM

Hybrydowe:
- R4 2.5l PHEV 222 KM